# 耶律撻烈
耶律撻烈（やりつ たつれつ、生没年不詳）は、遼（契丹）の政治家・軍人。字は涅魯袞。契丹六院部の出身。

## 経歴
六院部郎君の耶律褭古直の末裔。40歳をすぎて出仕した。会同年間、辺部令穏となった。応暦2年（952年）3月、南院大王に上った。農耕を奨励し、賦役の公平化をはかって、戸口は増加したので、「富民大王」と称された。
応暦4年（954年）5月、北漢の忻州と代州が離反して後周につくと、撻烈は都統として西南道軍を率いて北漢を救援した。後周の符彦卿らを忻口で討ち、史彦超を捕らえた。後周軍が撤退すると、撻烈は後周に落とされた城邑を回復した。応暦14年（964年）2月、宋の李継勲らが北漢の遼州・石州を攻撃すると、撻烈は6万の軍を率いて北漢を救援した。応暦18年（968年）11月、宋軍が太原を包囲すると、撻烈は行軍都統となり、諸道の兵を発して北漢を救援した。雁門関に進出すると、宋軍は報を知って撤退した。
保寧元年（969年）、政事令を兼ねた。乾亨初年に景宗の召見を受けたとき、髪やひげはまだ黒く、精力健在で、政治についての下問に答えた。のちに病没した。享年は79。

## 伝記資料
- 『遼史』巻77 列伝第7